# Czarny Potok (dopływ Foluszowego Potoku)
Czarny Potok – potok, wraz z Foluszowym Potokiem prawostronny dopływ potoku Młyniska.
Potok wypływa z krasowych źródeł poniżej skoczni Wielka Krokiew w Zakopanem. Jego koryto o szerokości nie przekraczającej 1 m wyżłobione jest w osadach stożka napływowego i docina się do podkładu fliszowego. Spływa w kierunku północnym przez zabudowane obszary Zakopanego i uchodzi do Młynisk. Na wysokości dawnego pensjonatu "Kresy" łączy się z dawną młynówką, obecnie nazywaną Potokiem Foluszowym.
Dawniej woda ze źródła Czarnego Potoku była wykorzystywana w niewielkich stawkach do hodowli ryb. Potok był silnie zanieczyszczony ściekami komunalnymi już od dzielnicy Parcele Urzędnicze i zanieczyszczenie to wzrastało wraz z jego biegiem przez centrum Zakopanego. Dolną częścią koryta, już poniżej połączenia się Czarnego Potoku z młynówką, spuszczano ścieki z rzeźni miejskiej.
Zlewnia Czarnego Potoku ma powierzchnię 3,281 km² i w całości znajduje się w obrębie Kotliny Zakopiańskiej.